# Honório Barreto
Honório Pereira Barreto CvTE • ComC (Forte de Cacheu, Cacheu, Cacheu, 24 de Abril de 1813 – Fortaleza de São José da Amura, Bissau, Bissau, 16/26 de Abril de 1859) foi um militar e administrador colonial português.

## Biografia
Nasceu na Guiné filho de pai cabo-verdiano, João Pereira Barreto, Jr., então sargento-mor de Cacheu e cujo pai era o padre João Pereira Barreto, que o tivera de sua escrava, ambos várias vezes capitães-mores de Cacheu e de Bissau, e de mãe guineense, Rosa de Carvalho Alvarenga, conhecida por Rosa de Cacheu, uma autoridade local, que havia muitos anos era residente em Ziguinchor, descendente de Carlos de Carvalho Alvarenga, que era capitão-mor de Ziguinchor em 1766. Manteve o controlo Português da área e ainda estendeu a sua influência. Apesar de nativo, exerceu os mais altos cargos, desde Provedor de Cacheu a Governador da então Colónia. Antes da independência da Guiné-Bissau, Barreto foi visto pelos portugueses como o mais famoso Governador e um exemplo do que a população local podia atingir. 
Todavia, Barreto também geriu um negócio de família com a sua mãe desde o estabelecimento de Cacheu, onde os principais produtos dos seus negócios mercantis eram escravos. Em 1856, no período de transição até à abolição completa da escravatura, a casa comercial de Dona Rosa foi recenseada como detentora de 15% dos escravizados de Cacheu, anos já após a abolição do seu comércio, sendo a escravatura legal em Cabo Verde até 1869.
Foi dos mais valentes governadores coloniais, naquela época em que tudo era um caso por aquelas paragens, organização militar, administração, comércio, colonização e até as missões religiosas. Reformou a administração, desenvolveu a instrução, a saúde, a agricultura e o comércio. Os territórios da Colónia Portuguesa da Guiné (ou "Província", como era referida durante o tempo da sua administração) tinham vindo sob a jurisdição económica de companhias particulares que, na época, se chamavam, pitorescamente, "companhias do Olho Vivo". Os britânicos ocupavam, a bem ou a mal, pedaços da costa africana portuguesa ante a indiferença quase absoluta da Metrópole, desmoralizada pela baixa política. Honório Barreto resistia quanto lhe era possível, batendo-se e reconstruindo Bolama, meio destruída pelos incêndios deitados pelos britânicos do brigue HMS Brisk comandados pelo capitão-tenente Arthur Kellett em 1839, num dos episódios da Questão de Bolama. Lutando e comprando terrenos, conseguiu preservar várias parcelas de território que constituem a atual Guiné-Bissau. Graças a este processo é que Bolama se mantém guineense. O mesmo se diga da área de Casamansa.
Barreto empreendeu a obra de reorganização ainda antes de resolvida a contenda diplomática da Questão de Bolama pela arbitragem do presidente norte-americano Ulysses S. Grant em 1869. Em 1843 novo conflito entre Bissau e os grumetes, e Barreto, logo a seguir, firma diversos contratos com os chefes indígenas Banhuns para a ocupação de grandes áreas nas duas margens do rio Casamansa. Em 1853 grande sublevação dos papéis de Bissau com sangrentas repressões e em 1856 a campanha contra os Nagos, que, havia 50 anos, impunemente hostilizavam Cacheu, foram empresas em que Barreto se cobriu de glória no campo militar. Em 1857, Barreto cede à coroa portuguesa um território na região dos felupes de Varela que era sua propriedade particular. Em muitas ocasiões este nativo dava lições de patriotismo aos que iam da Metrópole.

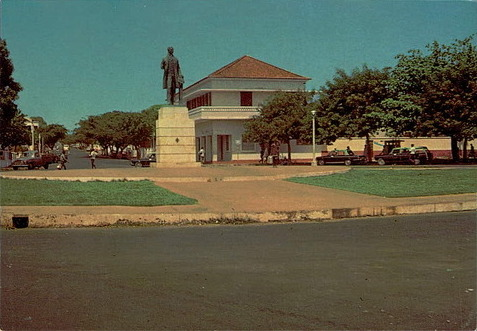
Praça Honório Barreto, atual Praça Che Guevara, nos anos 60.

### Cargos
Provedor de Cacheu em 1834, foi três vezes, 69.º, 74.º e 76.º Capitão-Mor de Cacheu de 30 de Março de 1834 a 1835, de 1846 a 1848 e em 1852, depois com o título de 1.º Governador da Praça de Cacheu de 1852 a c. 1854, e cinco vezes, 35.º, 37.º, 54.º, 56.º e 59.º Capitão-Mor de Bissau de 13 de Março de 1837 a 27 de Julho de 1839, de 1840 a 1841, de 1853 a 1854, de 1855 a 19 de Abril de 1858 e de 1858 até à sua morte a 16/26 de Abril de 1859, tendo morrido em funções. Durante o seu governo o então Capitão Januário Correia de Almeida, engenheiro civil e militar da então província de Cabo Verde, percorreu todas as ilhas do arquipélago de Cabo Verde e a costa da Guiné como Diretor de Obras Públicas do Distrito de Cabo Verde e dirigiu os reparos que a Fortaleza de São José da Amura sofreu de 1858 a 1860.

### Posto militar
Morreu na Fortaleza de São José da Amura, às 8 horas e 30 minutos de 16/26 de Abril de 1859, sendo Tenente-Coronel de Artilharia de Segunda Linha.

### Condecorações e outras honras
Condecorado com o grau de Comendador da Ordem Militar de Cristo e com o grau de Cavaleiro da Ordem Militar da Torre e Espada, do Valor, Lealdade e Mérito, em 1846.
Foi impressa uma série de notas de 500$00 e 1.000$00 da Guiné, bem como selos, com a sua imagem, tem uma corveta com o seu nome e tem um Largo com o seu nome na Freguesia do Beato, em Lisboa.

### Obras escritas
Escreveu, em defesa própria, por causa das acusações que lhe fizeram sobre os terrenos que obtivera dos régulos indígenas, um opúsculo que tem o seguinte título: Resposta às calúnias que o Ex.mo Sr. Fortunato José Barreiros e o Sr. António Pedro Dantas Pereira dirigiram contra Honório Pereira Barreto, governador interino da Guiné portuguesa, Lisboa, 1856. Como Governador de Bissau e Cacheu, a sua gerência também suscitou algumas censuras, escrevendo em sua defesa uma Carta escrita ao Il.mo e Ex.mo Sr. Domingos Correia Arouca, Lisboa, 1843. Escreveu mais: Memória sôbre o estado actual da Senegâmbia portuguesa, causa da sua decadência e meios de a fazer prosperar, Lisboa, 1843.